# Пернілле Вермунд
Анн Пернілле Вермунд Тведе (нар. 3 грудня 1975 року) — данська урядовиця, відома співзасновниця і лідерка національно–консервативної політичної партії «Нові праві». Раніше вона була пов'язана з Консервативною народною партією. Наразі вона є членом Фолькетингу, обрана на загальних виборах у Данії у 2019 та 2022 роках.

## Біографія
Вермунд закінчила Данську королівську академію витончених мистецтв і працювала архітекторкою до того, як прийшла в політику. Вона була власником компанії Vermund Gere Arkitekter MAA. Вермунд розлучилася зі своїм першим чоловіком і є матір'ю трьох хлопчиків. У 2019 році вона вийшла заміж за данського письменника та бізнесмена Ларса Тведе.

## Політична кар'єра
Вермунд була членом Консервативної народної партії та муніципальної ради в муніципалітеті Гельсінгер від партії з 2009 по 2011 роки. У жовтні 2015 року вона разом із Пітером Сейєром Крістенсеном заснувала партію Nye Borgerlige («Нові праві»). Вермунд заявила, що вона заснувала партію, оскільки вважала, що її колишня партія стала занадто м'якою щодо питань імміграції та Європейського Союзу. Політично вона визначає себе як консерваторку. У 2019 році Вермунд була обрана до Фолькетингу.